# Beate Maly

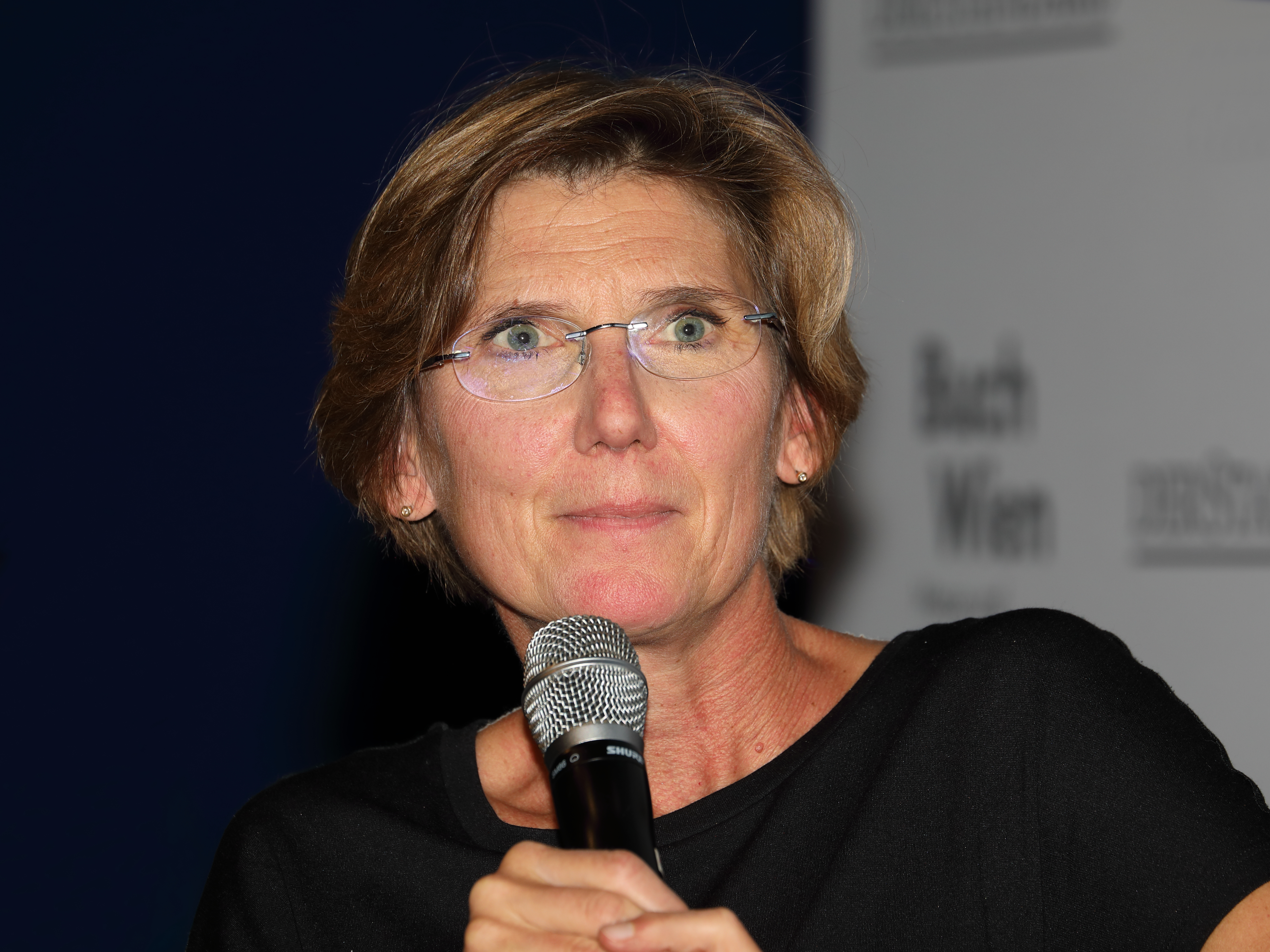
Beate Maly

Beate Maly (* 1970 in Wien) ist eine österreichische Autorin, die auch unter den Pseudonymen Laura Baldini und Lina Jansen publiziert.

## Leben
Beate Maly absolvierte eine Ausbildung zur Kindergartenpädagogin, arbeitete zunächst als Kindergärtnerin und veröffentlichte Kindergeschichten, Kinderbücher und pädagogische Fachbücher. 2007 erhielt sie das Wiener Autorenstipendium für den Entwurf zu ihrem ersten historischen Roman Die Hebamme von Wien, der Ende 2008 beim Ullstein Verlag veröffentlicht wurde. Mit dem Stipendium nahm sie sich eine Auszeit vom Kindergarten und beendete neben dem Roman auch eine Zusatzausbildung zur mobilen Frühförderin, seitdem ist sie in der Frühförderung tätig. Beate Maly ist Mutter von drei Kindern, geschieden und lebt in Wien.
Ihr Roman Mord auf der Donau wurde 2019 für den Leo-Perutz-Preis nominiert. Für den historischen Roman Lehrerin einer neuen Zeit, den sie unter dem Pseudonym Laura Baldini veröffentlichte, erhielt sie den Silbernen Homer 2021. Unter dem Pseudonym Lina Jansen veröffentlichte sie 2022 den Abenteuerroman Fräulein Stinnes und die Reise um die Welt über Clärenore Stinnes. 2023 wurde Aurelia und die letzte Fahrt für den Leo-Perutz-Preis nominiert.

## Publikationen (Auswahl)

### Historische Romane
- 2008: Die Hebamme von Wien, Ullstein Taschenbuch, ISBN 978-3-548-28004-2
- 2010: Die Zeichenkünstlerin von Wien, Ullstein Taschenbuch, ISBN 978-3-548-28194-0
- 2011: Die Hebamme und der Gaukler, Ullstein Taschenbuch, ISBN 978-3-548-28335-7
- 2012: Das Sündenbuch, Ullstein Taschenbuch, ISBN 978-3-548-28464-4
- 2013: Der Fluch des Sündenbuchs, Ullstein Taschenbuch, ISBN 978-3-548-28465-1
- 2014: Die Donauprinzessin, Ullstein Taschenbuch, ISBN 978-3-548-28641-9
- 2015: Der Raub der Stephanskrone, Ullstein Taschenbuch, ISBN 978-3-548-28714-0
- 2016: Die Donauprinzessin und die Toten von Wien, Ullstein Taschenbuch, ISBN 978-3-548-28799-7
- 2017: Die Salzpiratin, Ullstein Taschenbuch, ISBN 978-3-548-28854-3
- 2019: Lottes Träume, Blanvalet, München, ISBN 978-3-7341-0732-0
- 2020: Elsas Glück, Roman, Blanvalet, München 2020, ISBN 978-3-7341-0923-2
- 2021: Fräulein Mozart und der Klang der Liebe, Roman, Ullstein Taschenbuch, Berlin 2021, ISBN 978-3-548-06390-4
- 2022: Fräulein Stinnes und die Reise um die Welt (als Lina Jansen), Roman, Blanvalet, München, ISBN 978-3-7645-0796-1
- 2022: Die Frauen von Schönbrunn, Ullstein, Berlin, ISBN 978-3-548-06471-0
- 2023: Die Kinder von Schönbrunn: Träume von einer besseren Welt, Ullstein, Berlin, ISBN 978-3-548-06676-9
- 2023: Aspergers Schüler (als Laura Baldini), Piper, München, ISBN 978-3-492-07185-7

### Historische Kriminalromane
- 2016: Tod am Semmering, Emons Verlag, ISBN 978-3-95451-995-8
- 2017: Tod an der Wien, Emons Verlag, ISBN 978-3-7408-0221-9
- 2018: Mord auf der Donau, Emons Verlag, ISBN 978-3-7408-0456-5
- 2019: Tod in Baden, Emons Verlag, ISBN 978-3-7408-0659-0
- 2020: Mord im Auwald, Emons Verlag, ISBN 978-3-7408-0918-8
- 2021: Mord auf dem Eis, Emons Verlag, ISBN 978-3-7408-1202-7
- 2022: Mord auf der Trabrennbahn, Emons Verlag, ISBN 978-3-7408-1585-1
- 2023: Mord im Filmstudio, Emons Verlag, ISBN 978-3-7408-1736-7
- 2024: Mord in der Wiener Werkstätte, Emons Verlag, ISBN 978-3-7408-1679-7[11]
- 2024: Mord im Stadtpalais: Ein Weihnachtskrimi, Emons Verlag, ISBN 978-3-7408-2051-0
- 2024: Mord im Böhmischen Prater, Emons Verlag, ISBN 978-3-7408-2327-6
- 2025: Gold aus der Wiener Werkstätte, Emons Verlag, ISBN 978-3-7408-2373-3

### Historische Wien-Krimis
- 2022: Aurelia und die letzte Fahrt, DuMont Verlag, ISBN 978-3-8321-8170-3
- 2023: Aurelia und die Melodie des Todes, DuMont Verlag, ISBN 978-3-8321-8171-0

### Bedeutende Frauen, die die Welt verändern (als Laura Baldini)
- 2020: Lehrerin einer neuen Zeit, Piper, München, ISBN 978-3-492-06240-4
- 2021: Ein Traum von Schönheit, Piper, München, ISBN 978-3-492-06299-2
- 2022: Der strahlendste Stern von Hollywood, Piper, München, ISBN 978-3-492-06258-9
- 2024: Die Pädagogin der glücklichen Kinder, Piper, München, ISBN 978-3-492-06476-7

### Kinderbücher
- 1999: Der allerschlimmste Tag, Pestalozzi-Verlag, 1999, ISBN 978-3-614-57491-4
- 2000: Inlineskates für Timo, Pestalozzi-Verlag, 2000, ISBN 978-3-614-57492-1
- 2002: Darf ich bei euch schlafen?, Kerle-Verlag, Freiburg 2002, ISBN 978-3-451-70468-0

### Pädagogische Fachbücher
- 1998: Im Kindergarten das Jahr erleben, Verlag Ernst Kaufmann, ISBN 978-3-7806-2467-3
- 2000: Feste feiern wie sie fallen: Ein Streifzug durch das Kirchenjahr, Tyrolia Verlagsanstalt, 2000, ISBN 978-3-7022-2338-0
- 2001: Wir entdecken den Garten, Illustrationen von Bärbel Witzig, Verlag Ernst Kaufmann, 2001, ISBN 978-3-7806-2549-6
- 2014: Wir sind jetzt alle ... Hexen und Zauberer!, Ideen und Spiele für die Praxis, Hase und Igel Verlag, ISBN 978-3-86760-888-6